# Euodia tietaensis
Euodia tietaensis är en vinruteväxtart som först beskrevs av André Guillaumin, och fick sitt nu gällande namn av Thomas Gordon Hartley. Euodia tietaensis ingår i släktet Euodia och familjen vinruteväxter. Inga underarter finns listade i Catalogue of Life.